# Dřínov (Středolabská tabule)
Dřínov (též Dřínovský vrch) je 247 metrů vysoký vrch. Nalézá se mezi středočeskými obcemi Dřínov, Úžice a Zlosyň v okrese Mělník východně od 10. kilometru dálnice D8. Rozsáhlá náhorní vrcholová plošina se nachází 50 m nad okolní krajinou. Na jižním svahu se nachází přírodní rezervace Dřínovská stráň.

## Popis
Je to výrazný svědecký vrch ze spodnoturonských vápnitých jílovců a slínovců s rozlehlou vrcholovou plošinou z nefelinitu, se štěrky staropleistocenní (günzské) terasy Vltavy-Labe.
Vrch, zvedající se nad akumulačním reliéfem středopleistocenních teras na severu a západě a nad destrukčním povrchem (kryopedimentem) na východě a jihu, má příkřejší východní a jižní svahy (místy porušené sesuvy a slíništi).
Plošina je kromě jižní části (louka, orná půda) zalesněna borovým porostem, na svazích se uplatňuje smrk střídající se s plochami dubů s břízami, vzácněji borovice. Od jižní hrany plošiny je výhled.

## Geomorfologické zařazení
Geomorfologicky Dřínovský vrch náleží do subprovincie Česká tabule, oblasti Středočeská tabule, celku Středolabská tabule, podcelku Mělnická kotlina, okrsku Lužecká kotlina a podokrsku Dřínovská rovina, jejíž je samostatnou geomorfologickou částí.
Podle členění J. Demka a kol. náleží vrch do okrsku Vojkovická rovina (jejíž je to nejvyšší bod), který členění Balatky a Kalvody nezná.

## Využití
Na vrcholové plošině se nachází bažantnice, fotbalové hřiště Sokolu Dřínov a vodní nádrž zavlažovacího systému Vltava.

## Ochrana přírody
Na jižním svahu se nachází přírodní rezervace Dřínovská stráň.

## Historie
Na vrcholu byly odkryty zbytky hradiště.

## Galerie

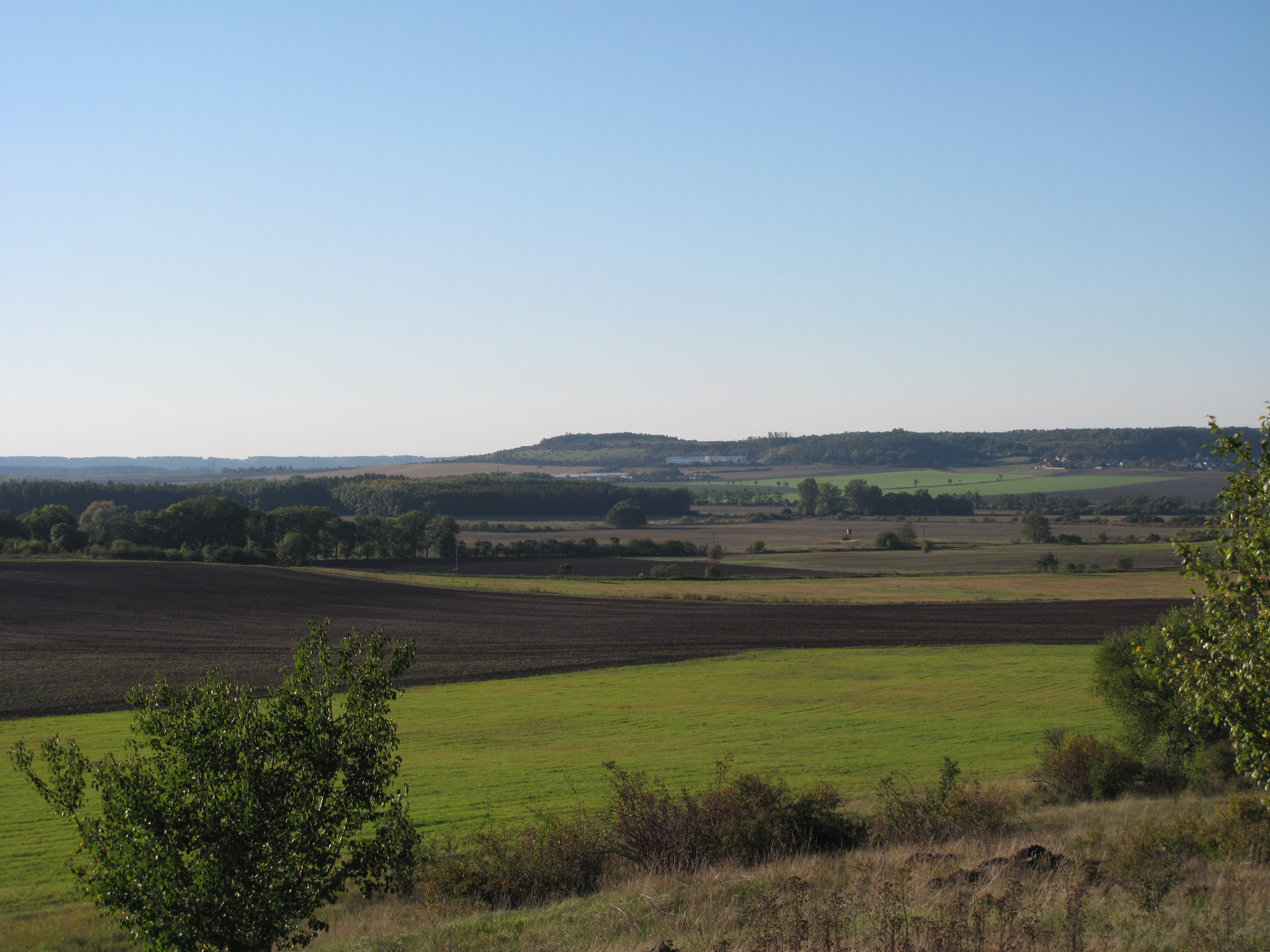
Dřínov v dáli z Kopče
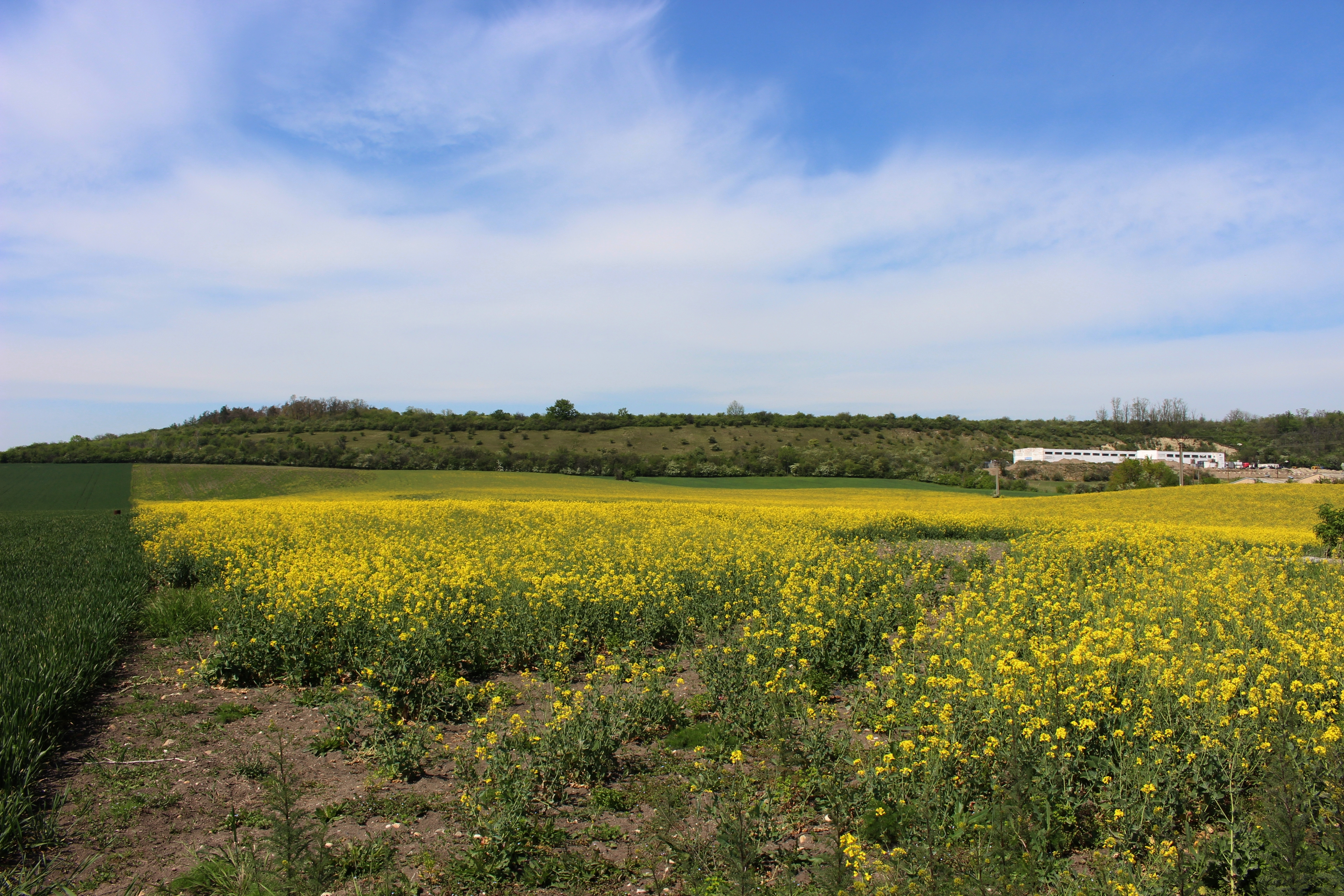
Jižní svah s přírodní rezervací Dřínovská stráň
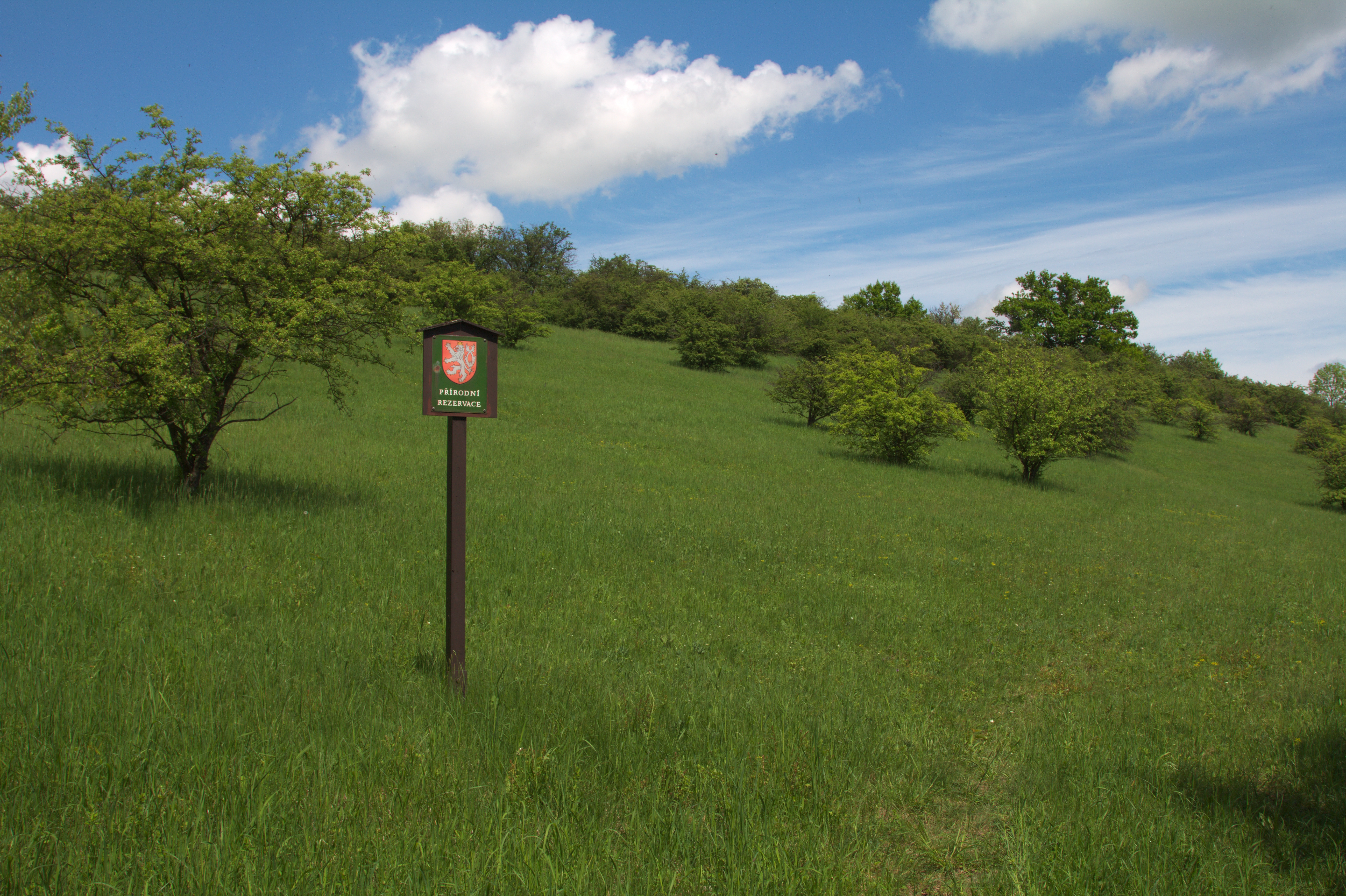
Dřínovská stráň
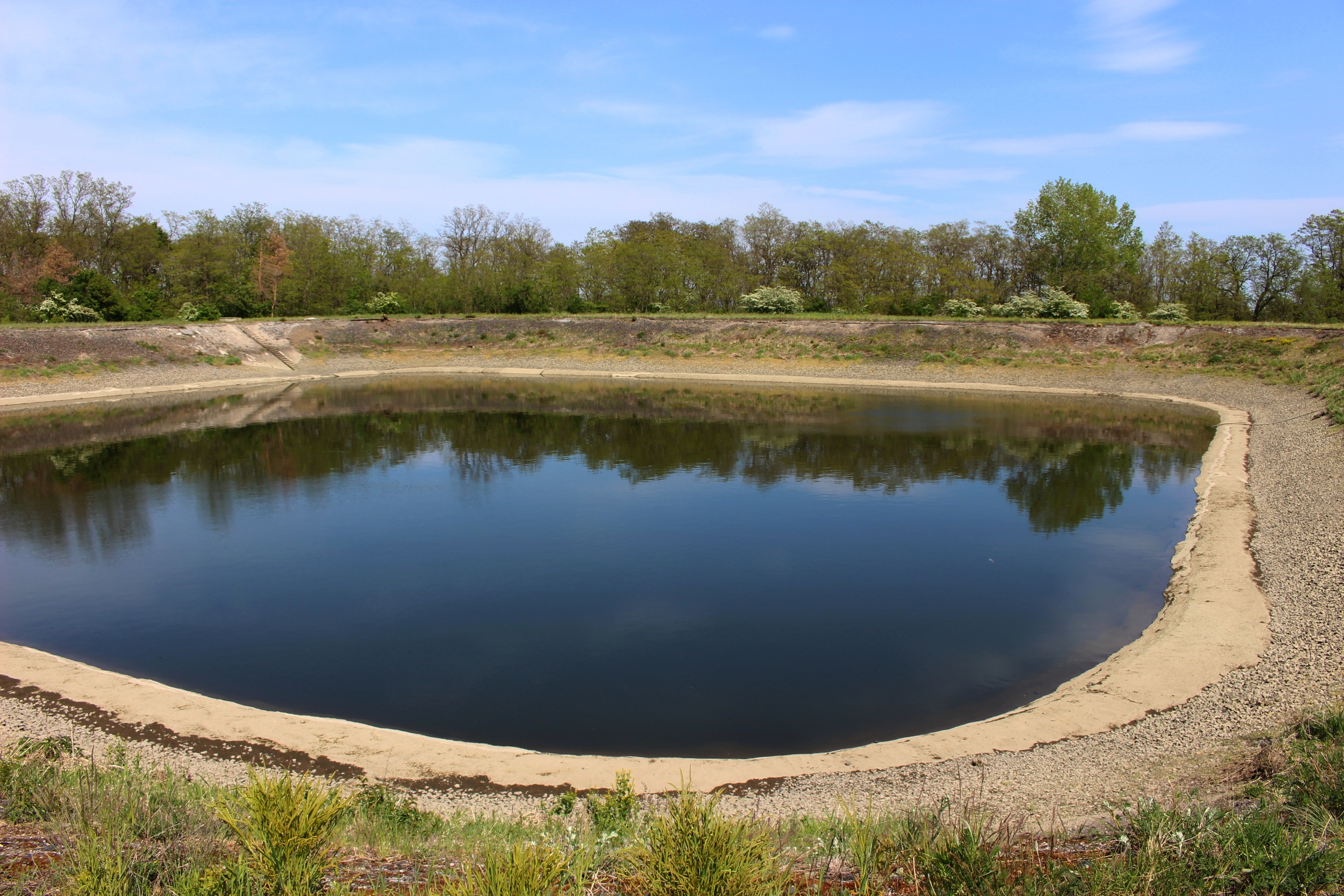
Zavlažovací nádrž